# Fausta Morganti
Fausta Simona Morganti (20 augustus 1944 - 2 februari 2021) was een San Marinese politica.
Sinds de invoering van het passieve vrouwenstemrecht in 1974 stond ze op de lijst van de Communistische Partij van San Marino en was ze lid van de Consiglio Grande e Generale (parlement). Van 1974 tot 1990 was ze ook lid van het centraal comité van de Communistische Partij.
Van 1978 tot 1992 was ze lid van de Congresso di Stato (regering) en bevoegd voor onderwijs, hoger onderwijs en justitie. Tijdens haar ambtsterm bevorderde ze de oprichting van de Akademio Internacia de la Sciencoj en de Università degli Studi della Repubblica di San Marino, door wet nr. 127 van 31 oktober 1985. Zij voerde tevens een hervorming van het schoolsysteem door en ondersteunde culturele initiatieven in San Marino.
In de zomerperiode 2005 (1 april – 30 september) was zij Capitano Reggente (samen met Cesare Gasperoni). Bij de verkiezingen van 2006 werd ze niet herkozen.
Ze was lid van de afvaardiging van de Consiglio Grande e Generale bij de Organisatie voor Economische Samenwerking en Ontwikkeling. 
Fausta Morganti is doctoranda in de filologie en was lerares aan de middelbare school (scuola superiore) van San Marino.

## Noot
1. ↑  sulla istruzione universitaria e le istituzioni di cultura superiore, Legge numero 127 del 31/10/1985. Gearchiveerd op 3 januari 2022.